# Edward Teller

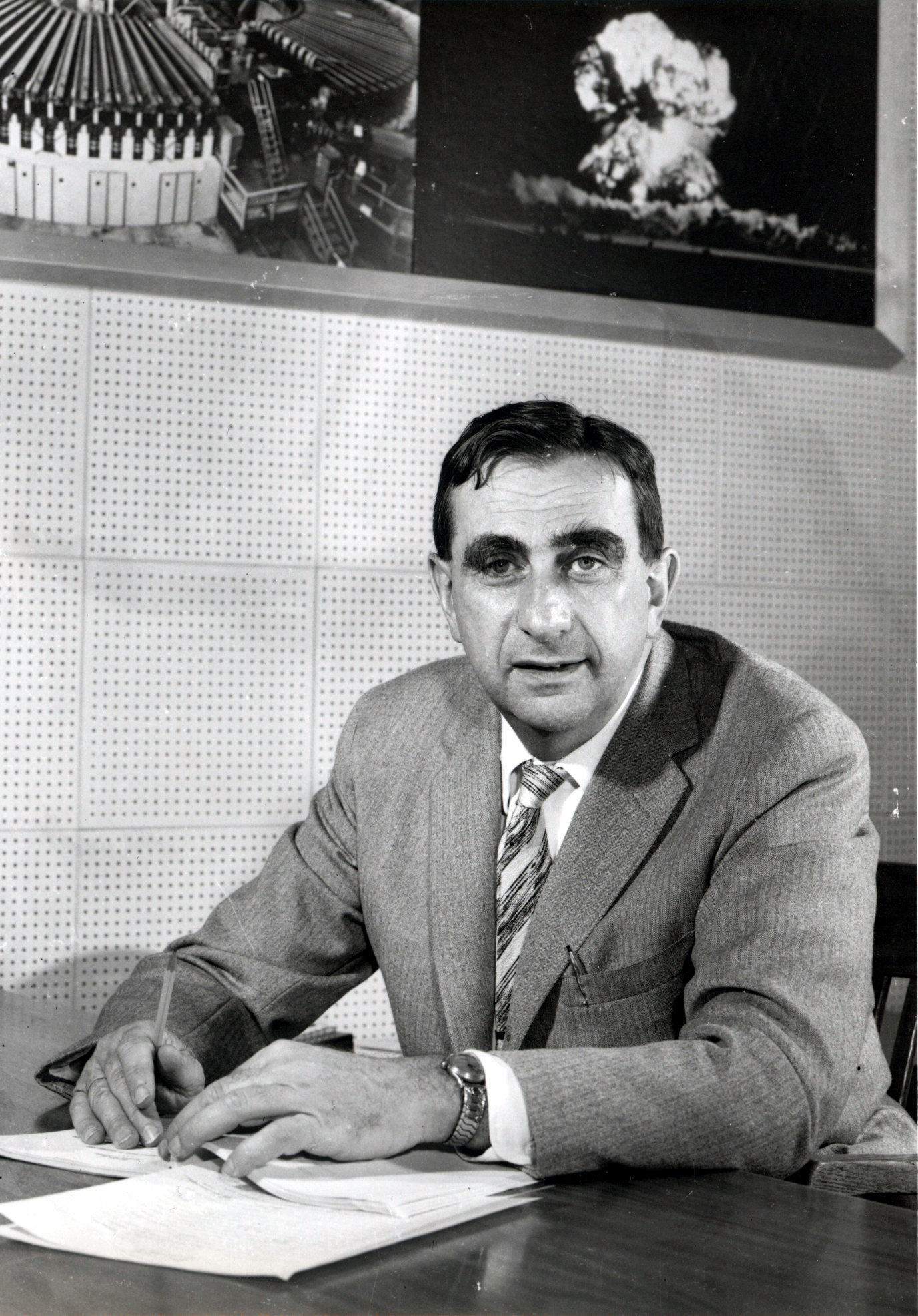
Edward Teller (1958)

Edward Teller, deutsch Eduard Teller, ungarisch Teller Ede (* 15. Januar 1908 in Budapest, Österreich-Ungarn; † 9. September 2003 in Stanford, Kalifornien), war ein ungarisch-US-amerikanischer Physiker. Er leistete wichtige Beiträge auf den verschiedensten Gebieten der Physik. Einer breiten Öffentlichkeit wurde er als „Vater der Wasserstoffbombe“ bekannt. Teller selbst lehnte diese Betitelung für seine Person ab.
Teller studierte an der Technischen Hochschule Karlsruhe und promovierte 1930 in Leipzig bei Friedrich Hund und Werner Heisenberg. Wegen seiner jüdischen Herkunft entschied er sich 1933, das nationalsozialistische Deutschland zu verlassen und ins Vereinigte Königreich zu emigrieren, wo er 1934 in London eintraf. 1935 emigrierte er in die USA. Dort wurde er Mitarbeiter im 1942 begonnenen Manhattan-Projekt, das die ersten Atombomben entwickelte. Bereits während dieser Zeit drängte er auf die zusätzliche Entwicklung fusionsbasierter Nuklearwaffen. Viele der Physiker, die mit ihm im Manhattan-Projekt gearbeitet hatten, wandten sich später gegen die Weiterentwicklung der Kernwaffentechnik und das folgende nukleare Wettrüsten mit der Sowjetunion, während Teller sich aufgrund der von ihm angenommenen Bedrohung durch den Kommunismus vehement dafür einsetzte.
In Verhören zur Sicherheitseinstufung nach Kriegsende belastete Edward Teller Robert Oppenheimer, seinen ehemaligen Kollegen im Los Alamos National Laboratory, wodurch er in der wissenschaftlichen Gemeinschaft stark an Ansehen verlor. Er wurde allerdings weiterhin von der US-Regierung sowie den Forschern des Militärs unterstützt. Teller war einer der Mitbegründer des Kernwaffen-Forschungszentrums Lawrence Livermore National Laboratory und mehrere Jahre lang zunächst dessen Leiter, später stellvertretender Leiter.
In späteren Jahren wurde Teller hauptsächlich durch kontroverse technische Ansätze bei militärischen wie auch zivilen Aufgaben bekannt, beispielsweise einem Plan zur Anlage eines künstlichen Hafens (Operation Chariot) in Alaska durch Sprengungen mittels Wasserstoffbomben. Er war ein prominenter Befürworter von Ronald Reagans Strategic Defense Initiative (SDI) und wurde später beschuldigt, die sehr schwierige Durchführbarkeit des Programms verschleiert zu haben.
Sein Leben lang war Teller sowohl für seine großen wissenschaftlichen Fähigkeiten als auch für seine problematischen zwischenmenschlichen Verhaltensweisen bekannt. Er gilt als eines von mehreren Vorbildern für die Figur des Dr. Strangelove (deutsch „Dr. Seltsam“) in Stanley Kubricks Filmsatire Dr. Seltsam oder: Wie ich lernte, die Bombe zu lieben von 1964.

## Herkunft, Ausbildung und frühe Jahre

### Kindheit und Jugend

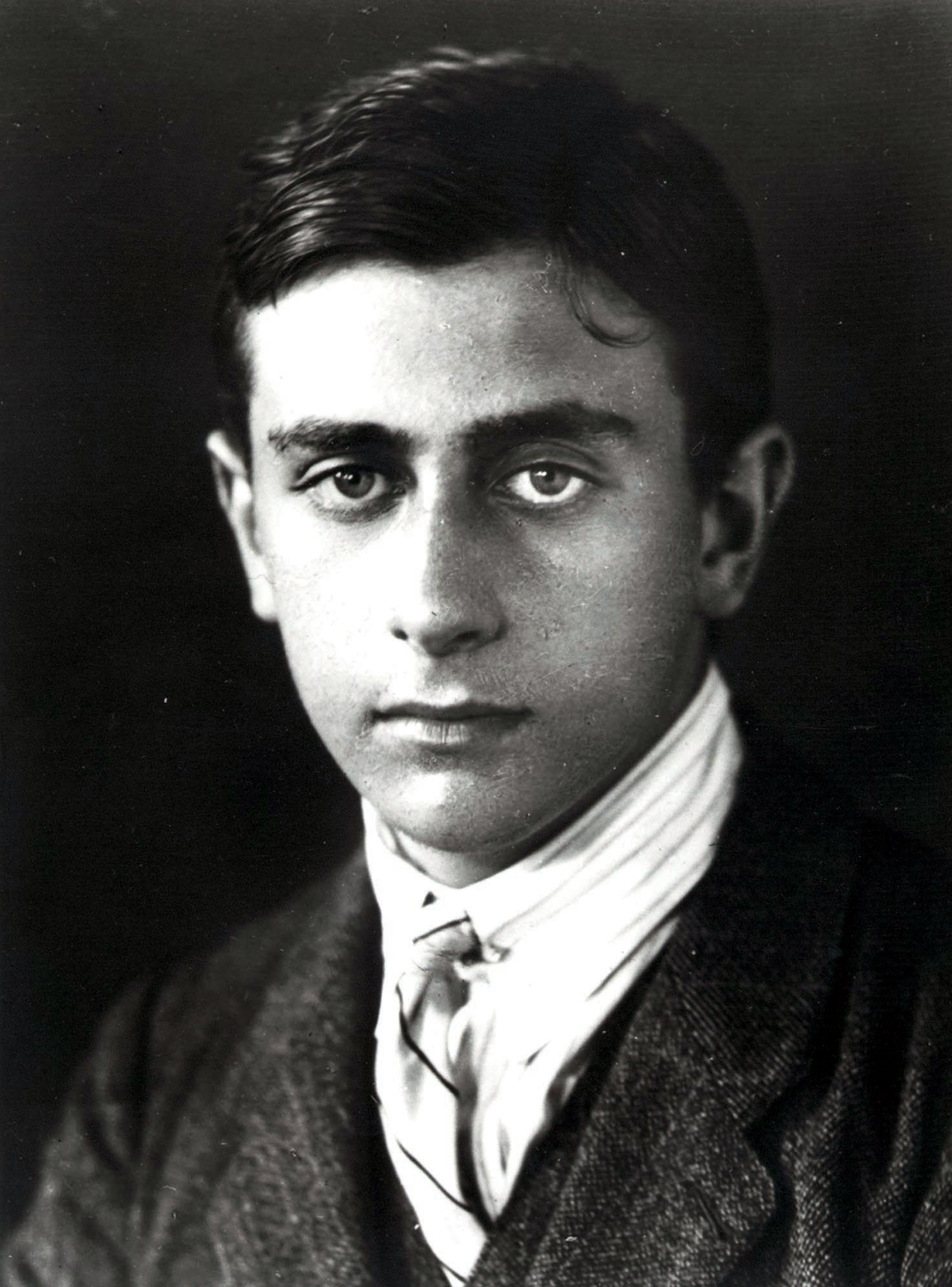
Teller als Jugendlicher

Teller wurde 1908 in Budapest im damaligen Österreich-Ungarn als das zweite Kind des Rechtsanwalts Max Teller und dessen Ehefrau, der Pianistin Ilona Deutsch Teller geboren. Tellers Schwester Emma ist die Mutter des Physikers Janos Kirz. Die Tellers waren wohlhabende, assimilierte Juden, deren Vermögen allerdings unter der kurzen kommunistischen Herrschaft von Béla Kun während der Ungarischen Räterepublik nach dem Ersten Weltkrieg dezimiert wurde. Als Kind lernte Teller erst spät sprechen, weswegen sein Großvater ihn für zurückgeblieben hielt. Teller erklärte dies später mit dem Umstand, dass seine Eltern verschiedene Muttersprachen hatten. Sein Vater sprach Ungarisch und nur wenig Deutsch, während seine Mutter Deutsch als Muttersprache sprach und das Ungarische nur unvollkommen beherrschte. Als Kind habe er deswegen ständig in zwei Sprachen denken müssen. Edward und seine Schwester Emmi erhielten zunächst Privatunterricht von einer englischen Lehrerin. Danach besuchte er die ELTE Trefort Ágoston Gyakorlóiskola, ein renommiertes Gymnasium in Budapest. Als die eindrücklichsten Ereignisse seiner Kindheit schilderte Teller später den Ausbruch des Ersten Weltkrieges und den Tod des Kaisers Franz Joseph I. mit den nachfolgenden Krönungsfeierlichkeiten des neuen Königs Karl IV. zum König von Ungarn im Jahr 1916. Obwohl er sich schon in jungen Jahren für Mathematik interessierte und beispielsweise die Algebra von Euler las, verlor er aufgrund unerfreulicher Erfahrungen mit seinem Mathematiklehrer vorübergehend das Interesse an der Mathematik.

### Studium
Nach dem Schulabschluss im Juni 1925 wollte Teller Mathematik studieren, stieß hierzu jedoch auf den Widerstand seines Vaters, der dies für ein „brotloses“ Fach hielt und seinen Sohn überredete, stattdessen ein Studium der Chemieingenieurwissenschaften zu beginnen. Nach den Vorstellungen seiner Mutter hätte er dagegen eine Laufbahn als Pianist einschlagen sollen. Das erste Semester studierte Teller in Budapest. Dabei beteiligte er sich an einem physikalisch-mathematischen Wettbewerb der Universität, bei dem er den nach dem ungarischen Physiker Loránd Eötvös benannten ersten Preis gewann. Mit Beginn des Jahres 1926 wechselte Teller an die Technische Hochschule Karlsruhe, die damals einen exzellenten Ruf im Fach Chemie hatte. Neben den Lehrveranstaltungen in Chemie besuchte Teller auch Vorlesungen in Mathematik und Physik. Dabei entwickelte er ein starkes Interesse an der aufkommenden Quantenmechanik.
Nach zwei Jahren Chemiestudium bat Teller schließlich seinen Vater um die Erlaubnis, den Studiengang zu wechseln. Der Vater reiste daraufhin nach Karlsruhe, sprach mit den Professoren, und der Sohn erhielt schließlich das väterliche Einverständnis, zum Fach Physik zu wechseln. Später hob Teller vor allem den Einfluss von Hermann Mark hervor, der damals als Dozent an der Hochschule wirkte. Im Jahr 1928 wechselte er an die Universität München, um bei Sommerfeld zu studieren. Allerdings zeigte er sich von Sommerfeld nicht sehr angetan. In München geriet Teller beim Herabsteigen vom Trittbrett einer fahrenden Straßenbahn mit dem Fuß unter deren Räder, sodass ihm der Fuß amputiert werden musste. Mit dem operierenden Chirurgen von Lossow, einem Bruder des Generals Otto von Lossow, der den Hitlerputsch von 1923 mit vereitelt hatte, blieb Teller in freundschaftlicher Verbindung. Zeitlebens musste er eine Fußprothese tragen und zog das betroffene Bein nach.
Noch im Jahr 1928 wechselte er an die Universität Leipzig zu Friedrich Hund und Werner Heisenberg und wurde 1930 dort promoviert. Das Thema seiner Dissertation, die quantenmechanische Beschreibung des ionisierten Wasserstoffmoleküls, wurde von Heisenberg angeregt. Die Dissertation wurde von Friedrich Hund betreut und unter dem Titel Über das Wasserstoffmolekülion in der Zeitschrift für Physik veröffentlicht.
In der Doktorprüfung bekam Teller von allen drei Prüfern, Hund (Physik), Paul Koebe (Mathematik) und Max Le Blanc (Chemie) die Note „I ausgezeichnet“. Ab 1931 war er an der Universität Göttingen bei James Franck, Hertha Sponer und Arnold Eucken tätig.

### Emigration aus Deutschland und Heirat
Zwar war Teller als ungarischer Staatsbürger bei der Ernennung Adolf Hitlers zum Reichskanzler im Januar 1933, der anschließend beginnenden Massenentlassung jüdischer Akademiker sowie den ersten Judenverfolgungen noch nicht direkt betroffen. Er verließ jedoch Deutschland im selben Jahr in Richtung England und arbeitete kurz bei Frederick George Donnan, wo sich viele aus Deutschland geflüchtete Wissenschaftler gesammelt hatten. Danach ging Teller mit einem Rockefeller-Stipendium nach Kopenhagen, Dänemark, um unter Niels Bohr zu arbeiten. Am 26. Februar 1934 heiratete er in Budapest Augusta Maria „Mici“ Harkanyi († 2000), die Schwester eines Schulfreundes vom Gymnasium. Aus der Ehe gingen die Kinder Paul (* 1943 in Chicago, Illinois) und Susan Wendy Teller (* 31. August 1946 in Los Alamos, New Mexico) hervor.

### Übersiedlung in die USA und Hinwendung zur Kernforschung
In Dänemark lernte er den russischen Physiker George Gamow kennen. Als Gamow eine Stellung an der George Washington University in Washington, D.C. erhielt, folgte Teller ihm 1935 und zog mit seiner Ehefrau in die Vereinigten Staaten. Zunächst forschte Teller in der Quanten-, Molekular- und Kernphysik. Als er 1941 Bürger der Vereinigten Staaten von Amerika wurde, widmete er sich hauptsächlich der Kernphysik, sowohl der 1938 entdeckten Kernspaltung als auch der Kernfusion.
Tellers wohl bedeutendste Arbeit war die Erklärung des Jahn-Teller-Effekts, der die Verzerrung in der Geometrie des Ligandenfelds einiger oktaedrischer Komplexverbindungen entlang einer Raumachse beschreibt. Des Weiteren wirkte er entscheidend bei der BET-Theorie mit.
Aufgrund seiner Abneigung gegen Nazi-Deutschland und die Sowjetunion wirkte Teller nach dem Beginn des Zweiten Weltkrieges an der militärischen Forschung der USA mit. Auf den Rat des ebenfalls emigrierten ungarischen Aerodynamikforschers Theodore von Kármán hin entwickelte er zusammen mit seinem Freund, dem deutschen Emigranten Hans Bethe, eine Theorie der Ausbreitung von Stoßwellen. Später sollte sich diese Forschung über die Rolle von Gas bei Stoßwellen als sehr hilfreich herausstellen.

## Manhattan-Projekt

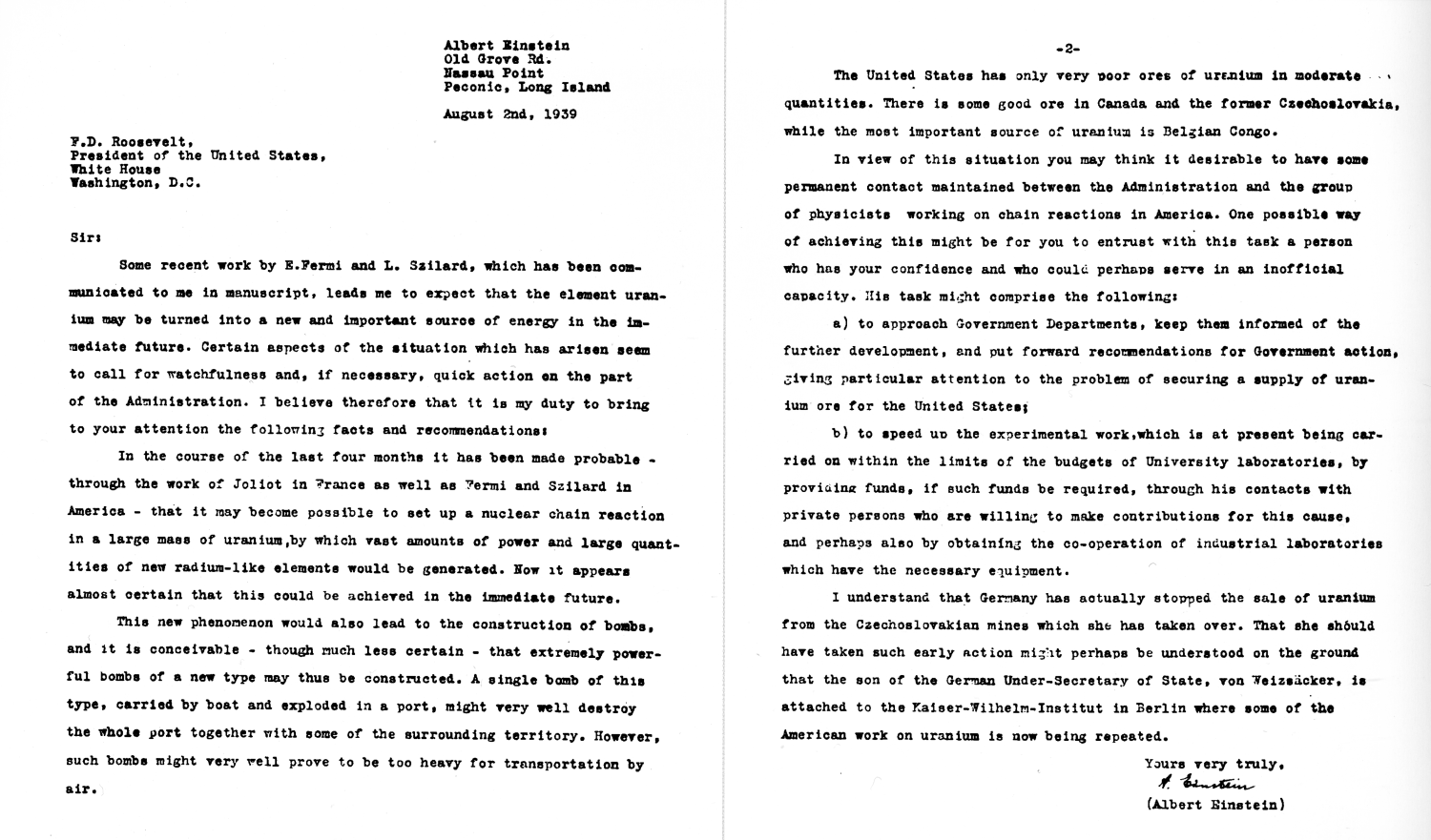
Der von Szilárd vorformulierte Brief Einsteins an Präsident Roosevelt

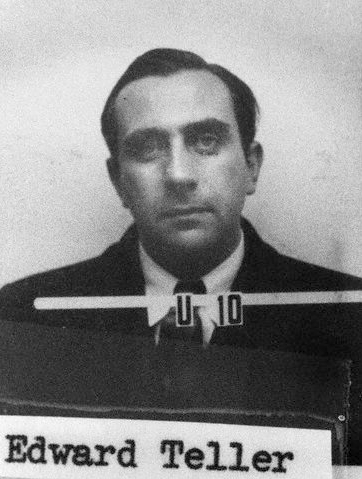
Edward Teller (Foto auf seinem Los-Alamos-Dienstausweis während des Zweiten Weltkrieges)

Im Jahr 1938 entdeckten Otto Hahn und Fritz Straßmann in Berlin den Prozess der Kernspaltung beim Beschuss von Uran mit Neutronen. Schnell wurde klar, dass durch diesen Prozess enorme Energiemengen freigesetzt werden. Teller erhielt detaillierte Informationen über die neuen Entdeckungen auf dem Gebiet der Atomphysik spätestens bei einem Besuch von Niels Bohr in Washington im Januar 1939. Im Februar 1939 wurde Teller durch seinen Freund Leó Szilárd darüber informiert, dass bei der Uranspaltung eine große Menge an Neutronen freigesetzt wird. Damit schien die Möglichkeit einer Kettenreaktion gegeben, entweder in Form einer zivilen Nutzung als energieliefernder Brennstoffreaktor oder als militärische Nutzung in Form einer Bombe. Im Juni 1939 wechselte Teller von Washington an die Columbia University in New York City, um dort zusammen mit Enrico Fermi und Szilárd an der Konstruktion eines Nuklearreaktors zur Energiegewinnung zu arbeiten.
Etwa einen Monat vor dem Überfall Deutschlands auf Polen am 1. September 1939 – dem Beginn des Zweiten Weltkrieges in Europa – formulierte Szilárd einen an Präsident Roosevelt adressierten Brief, in dem die Möglichkeit der Konstruktion einer Uran-Bombe in Nazi-Deutschland angedeutet wurde. Szilárd wollte den Brief von Albert Einstein unterschreiben lassen, um ihm mehr Gewicht zu verleihen. Da Szilárd keinen Führerschein besaß, fuhr ihn Teller in einer mehrstündigen Autofahrt zu Einsteins Sommerhaus auf Long Island, wo dieser den vorformulierten Brief unterschrieb. Aufgrund dieses Briefes kam es zu einer verstärkten Unterstützung der Kernforschung durch staatliche Stellen in den USA.
1942 wurde Teller zu Robert Oppenheimers Sommerplanungsseminar an der University of California in Berkeley eingeladen, das sich später zum Manhattan-Projekt entwickelte, mit dem Ziel des Baus einer Atombombe. Einige Wochen zuvor hatte Teller sich mit seinem Kollegen Enrico Fermi über die Erfolgsaussichten von Nuklearwaffen unterhalten, und Fermi hatte die Vermutung geäußert, dass eine Waffe durch Nutzung einer Kernfusion eine noch viel größere nukleare Reaktion als durch Kernspaltung auslösen könnte. Obwohl Teller einige Gründe zu der Annahme hatte, dass eine solche Reaktion physikalisch nicht funktionieren könne, war er von der Idee fasziniert und wollte sich nicht mit einer simplen Atombombe begnügen – die zu jener Zeit noch nicht annähernd fertig entwickelt war. In den Sitzungen des Manhattan-Projekts sprach er schon offen von der Möglichkeit einer fusionsbasierten Bombe, die er „Superbombe“ nannte (später die Wasserstoffbombe).
Während des Zweiten Weltkrieges war er in der Abteilung für theoretische Physik in den damals geheimen Forschungslabors in Los Alamos im US-Bundesstaat New Mexico tätig und setzte sich stark für die Entwicklung einer Wasserstoffbombe ein, die an Priorität einbüßte, als sich bereits die Entwicklung einer reinen Kernspaltungsbombe als sehr schwierig herausstellte. Wegen seiner Präferenz für eine Wasserstoffbombe und seiner Frustration über die Berufung von Hans Bethe zum Direktor der theoretischen Forschungsabteilung an seiner statt weigerte sich Teller, sich an den Berechnungen für die Implosion der Uranbombe zu beteiligen. Dies führte zu Spannungen mit anderen Forschern und zur Einstellung weiterer Wissenschaftler, die diese Arbeit übernehmen sollten. Unter ihnen war auch Klaus Fuchs, der später als sowjetischer Spion identifiziert wurde. Weiterhin machte sich Teller durch sein nächtliches Klavierspiel bei seinen Nachbarn und Kollegen unbeliebt.
Dennoch half er entscheidend bei der Erforschung von Nuklearwaffen mit, insbesondere bei der Erklärung der Implosion. 1946 verließ Teller Los Alamos und wurde Professor an der Universität von Chicago.

## Arbeit an der Wasserstoffbombe

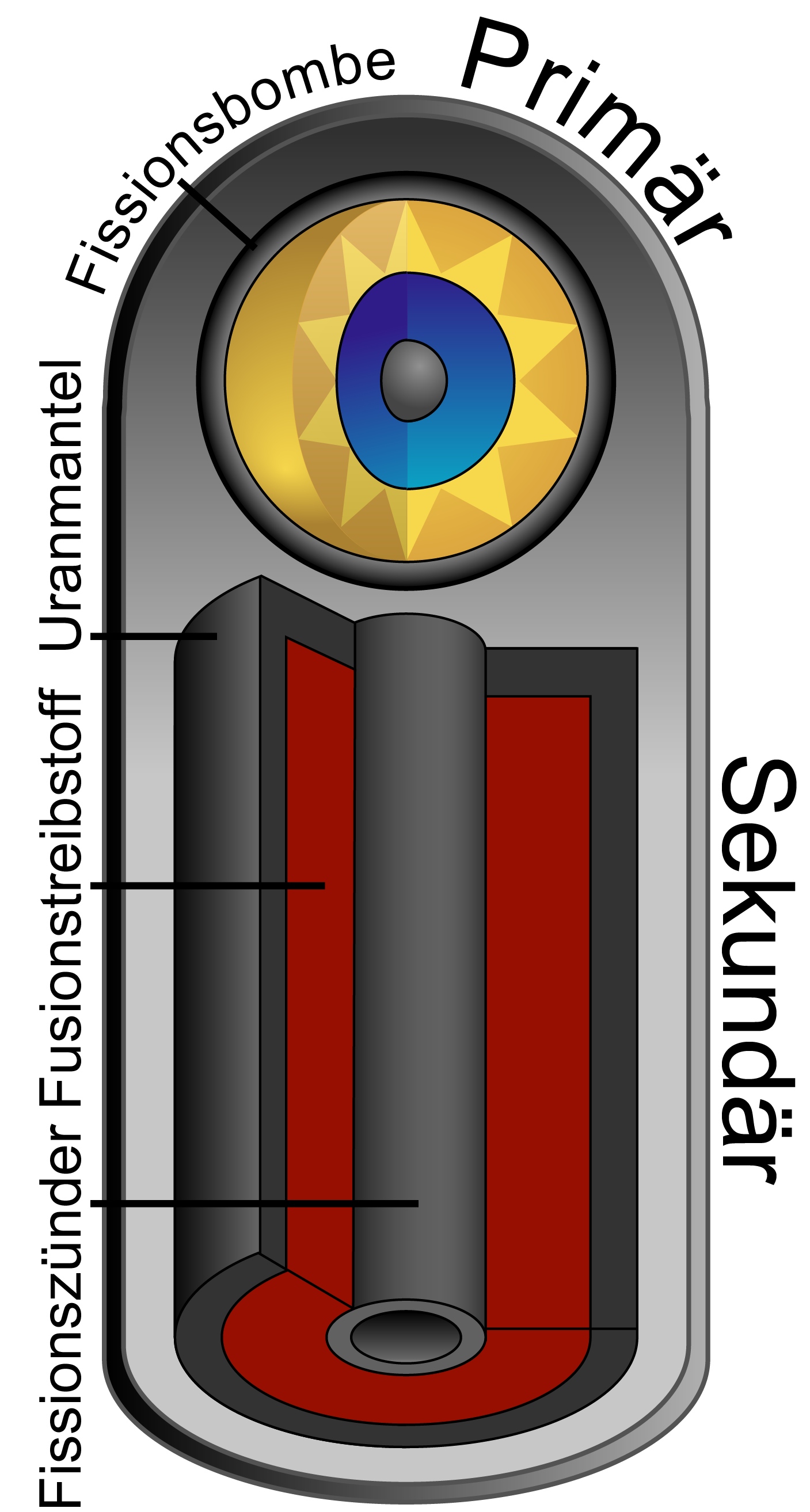
Teller-Ulam-Design der Kernfusionsbombe. Ein primärer Kernspaltungstreibsatz (z. B. Plutonium- oder Uran) zündet den sekundären Fusionstreibsatz

Als die Sowjetunion 1949 eine Atombombe zündete, kündigte US-Präsident Harry S. Truman ein Schnellprogramm zur Entwicklung der Wasserstoffbombe an. Teller kehrte daraufhin 1950 nach Los Alamos zurück, um an dem Projekt mitzuarbeiten. Er wurde jedoch nicht Leiter des Projekts, obwohl er und der polnische Mathematiker Stanislaw Ulam einen Vorschlag für dessen Verwirklichung eingereicht hatten. Schnell wurde Teller aufgrund der langsamen Entwicklung ungeduldig und bestand auf der Einstellung zusätzlicher Theoretiker. Er beschuldigte seine Kollegen, eine mangelnde Vorstellungskraft zu besitzen, was seine Beziehung zu den anderen Forschern verschlechterte. Weiterhin blieben aber seine und andere Entwürfe erfolglos. Hans Bethe äußerte später die Überzeugung, dass, wenn Teller nicht zu einem frühen Test einer Wasserstoffbombe gedrängt hätte, deren Entwicklung durch die Sowjetunion wohl auch langsamer verlaufen wäre. Dies ist u. a. auf die Tatsache gestützt, dass der Physiker Klaus Fuchs, ein sowjetischer Spion im US-Nuklearwaffenprogramm, viele falsche technische Details übermittelte, die eine funktionierende Wasserstoffbombe verhinderten. Sowjetische Forscher, die an der Wasserstoffbombe gearbeitet hatten, behaupteten später, dass ihnen klar war, dass die anfänglichen Pläne zu einer Wasserstoffbombe auf diese Weise nicht durchführbar waren und sie deswegen ihre Wasserstoffbombe vollkommen unabhängig von den Ergebnissen der Spionagetätigkeit entwickelten.
1950 zeigten Berechnungen von Stanislaw Ulam und seinem Mitarbeiter Cornelius Everett, die von Enrico Fermi bestätigt wurden, dass Tellers frühere Annahme über die Tritium-Menge, die für die Wasserstoffbombe benötigt wurde, zu niedrig war. Selbst mit einer deutlich höheren Menge Tritium war der Energieverlust während des Fusionsprozesses zu groß, um die Fusion aufrechtzuhalten. 1951, nach vielen Jahren ergebnisloser Arbeit, übernahm Teller eine innovative Idee von Ulam und entwickelte den ersten arbeitsfähigen Entwurf für eine Wasserstoffbombe mit mehreren Megatonnen TNT Sprengkraft. Die einzelnen Beiträge der beiden Forscher zum so genannten Teller-Ulam-Design sind umstritten. Einige Wissenschaftler, die Teller eher ablehnend gegenüberstanden (wie etwa J. Carson Mark), äußerten die Auffassung, dass Teller ohne die Hilfe von Ulam und anderen Wissenschaftlern nie in die Nähe einer funktionierenden Wasserstoffbombe gekommen wäre. Andere betonten die führende Rolle Tellers. Hans Bethe sprach schon 1954 von Tellers Geniestreich bei der Erfindung der Wasserstoffbombe. Auch im Jahre 1997 wiederholte Bethe seine Ansicht, dass der entscheidende Durchbruch 1951 dank Teller erreicht wurde.
In einem Interview meinte Teller selbst dazu:

“I contributed; Ulam did not. I’m sorry I had to answer it in this abrupt way. Ulam was rightly dissatisfied with an old approach. He came to me with a part of an idea which I already had worked out and difficulty getting people to listen to. He was willing to sign a paper. When it then came to defending that paper and really putting work into it, he refused. He said, ‘I don’t believe in it.’”

„Ich hatte zur Lösung beigetragen, Ulam nicht. Es tut mir leid, dass ich das so hart beantworten musste. Ulam war zu Recht mit einem alten Lösungsansatz unzufrieden. Er kam mit einem Teil einer Idee zu mir, die ich schon ausgearbeitet hatte, die aber niemand hören wollte. Er war bereit, seinen Namen als Autor auf eine wissenschaftliche Publikation zu setzen. Als es aber darum ging, den Publikationsentwurf zu verteidigen und tatsächlich Arbeit hineinzustecken, lehnte er ab. Er sagte, ‚Ich glaube nicht daran.‘“

Der Durchbruch – die technischen Details sind immer noch geheim – war anscheinend die Trennung von Spaltungs- und Fusionskomponenten der Waffe und die Nutzung der Strahlung, die durch die Kernspaltung erzeugt wird, um den Fusionsbrennstoff vor der Zündung zu komprimieren. Allerdings wäre die Kompression allein nicht ausreichend gewesen; der andere entscheidende Faktor – die Bombe in zwei Phasen aufzuteilen – wurde wohl ausschließlich von Ulam erdacht. Weiterhin wollte Ulam den mechanischen Schock der ersten Phase nutzen, um die Fusion in der zweiten zu begünstigen, während Teller sehr schnell feststellte, dass die Strahlung der ersten Phase dies schneller und effizienter erledigen könnte. Einige Mitglieder des Labors (besonders J. Carson Mark) äußerten später, dass die Idee, hierzu die Strahlung zu benutzen, wohl jedem Beteiligten an dem physischen Prozess gekommen wäre. Teller habe wohl sofort daran gedacht, weil er schon an den Tests zur Operation Greenhouse im Frühling 1951 gearbeitet hatte. In diesem Test wurde der Energieeffekt einer Uranbombe auf eine Mischung von Deuterium und Tritium untersucht.
Unabhängig davon, wie die Details des Teller-Ulam-Designs genau zustande kamen und wer welchen Anteil beigetragen hat, erkannten die beteiligten Wissenschaftler schnell, dass dieses das Projekt den entscheidenden Schritt weiterführen würde. Selbst jene Mitglieder, die bis dahin noch an der Umsetzbarkeit einer Wasserstoffbombe gezweifelt hatten, waren nun überzeugt, dass es lediglich eine Frage der Zeit sei, bis sowohl die USA als auch die Sowjetunion über Waffen mit einer Sprengkraft von mehreren Megatonnen verfügen würden. Oppenheimer, der dem Projekt anfangs ablehnend gegenüberstand, bezeichnete die Idee als technically sweet (technisch schön).

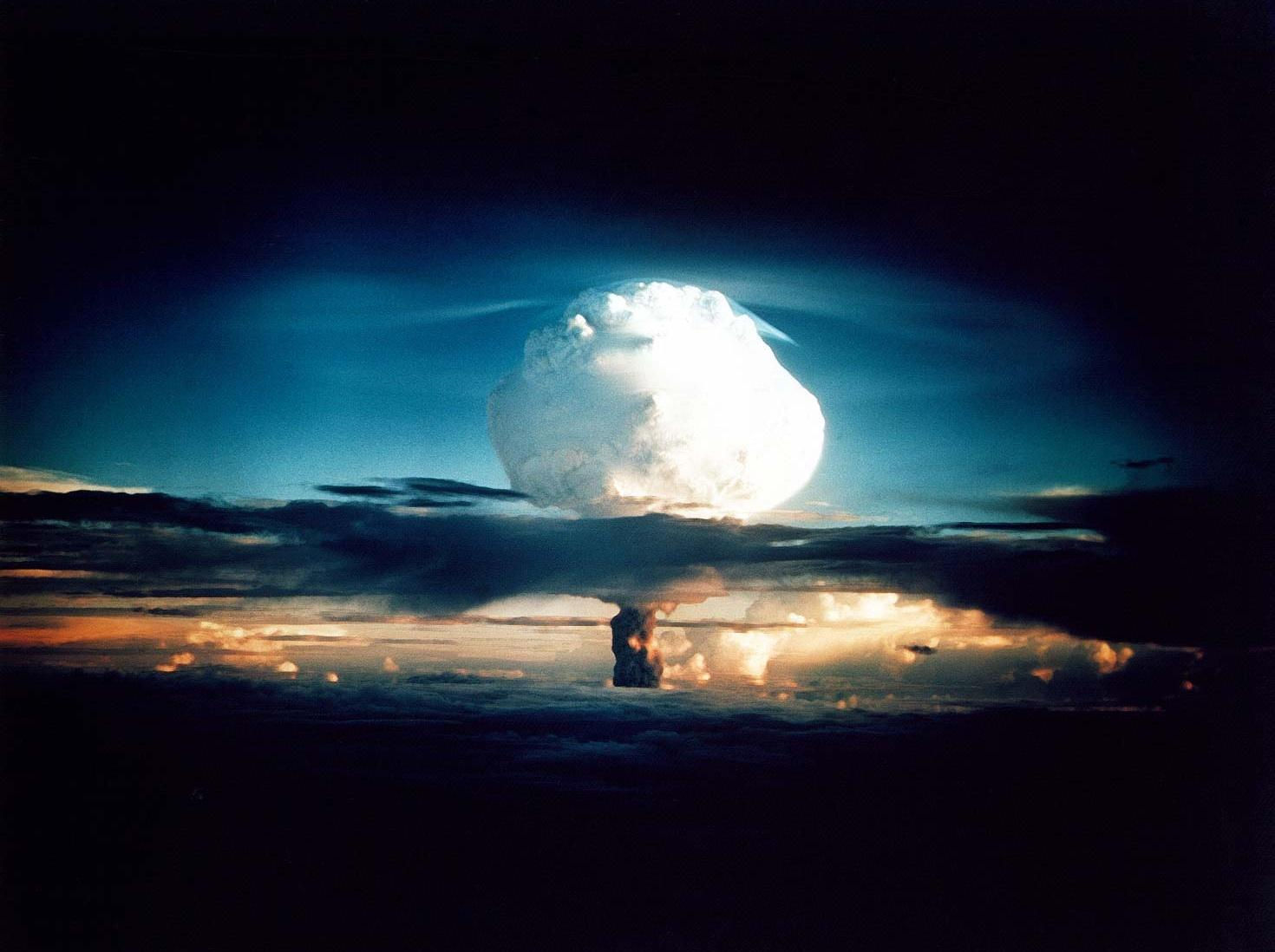
Die Explosion von Ivy Mike am 1. November 1952

Obwohl Teller federführend das Design entwickelte und seit langer Zeit ein Befürworter des Konzeptes war, wurde er nicht zum Direktor des Projekts ernannt, wobei möglicherweise seine schwierige Persönlichkeit eine Rolle spielte. 1952 verließ Teller das Projekt und ging an die aufgrund seines Drängens neu gegründete Livermore-Abteilung an der Universität von Kalifornien in Berkeley. Nach der Detonation von Ivy Mike am 1. November 1952, des ersten thermonuklearen Sprengsatzes, die nach dem Teller-Ulam-Design aufgebaut war, wurde Teller der Öffentlichkeit als der „Vater der Wasserstoffbombe“ bekannt. Teller selbst war bei dem Test nicht anwesend – er erklärte, er fühle sich am Testgelände Pacific Proving Grounds nicht willkommen – und sah die Auswirkungen lediglich an einem Seismographen im Keller eines Saales in Berkeley.
Durch eine Analyse des radioaktiven Niederschlags hätten die sowjetischen Forscher um Andrei Dmitrijewitsch Sacharow sehr leicht darauf schließen können, dass das Design Kompression als wichtige Grundlage nutzte. Sowjetische Forscher bestritten später jedoch, zu jener Zeit schon ausreichend organisiert gewesen zu sein, um Daten vom radioaktiven Niederschlag bei US-Tests messen zu können. Wegen der Geheimhaltung gibt es nur wenige Informationen zur Entwicklung der Bombe. Berichte in der Presse schrieben die gesamte Entwicklung Teller und seinem Livermore Laboratory zu, obwohl es tatsächlich in Los Alamos entwickelt wurde.
Einige Kollegen Tellers zeigten sich irritiert davon, dass Teller sämtliche Anerkennung für ein Projekt zu erhalten schien, zu dem er nur einen – wenn auch entscheidenden – Teil beigetragen hatte. Dieser Eindruck wurde auch durch das Buch über die Wasserstoffbombe der Journalisten des Time Magazins James Shepley und Clay Blair erzeugt, das 1954 erschien und denen Teller ein Interview gegeben hatte. In seiner Absicht unterstützt von Ernest Orlando Lawrence und Enrico Fermi (den Teller in Chicago besuchte, als dieser im Sterben lag und seinen Rat einholte) schrieb Teller daraufhin einen Artikel The Work of Many People (Die Arbeit Vieler), der in der Zeitschrift Science im Februar 1955 erschien und in dem er klarstellte, dass er die Wasserstoffbombe nicht allein entwickelt habe. In seinen Memoiren sollte er später bemerken, dass er in diesem Artikel eine white lie (Notlüge oder Schwindelei) geschrieben habe – was impliziert, dass er wohl doch der Ansicht war, dass ihm allein die volle Anerkennung für die Entwicklung der Waffe gebührt hätte.
Teller war bekannt dafür, dass er sich in Projekte vertiefte, die theoretisch sehr ansprechend, allerdings praktisch kaum umsetzbar waren, so das Projekt einer Superbombe. Bethe meinte später dazu:

“Nobody will blame Teller because the calculations of 1946 were wrong, especially because adequate computing machines were not available at Los Alamos. But he was blamed at Los Alamos for leading the laboratory, and indeed the whole country, into an adventurous programme on the basis of calculations, which he himself must have known to have been very incomplete.”

„Niemand wird Teller vorwerfen, dass seine Berechnungen aus dem Jahre 1946 falsch waren, besonders weil damals in Los Alamos keine adäquaten Rechenmaschinen zur Verfügung standen. Aber in Los Alamos warf man ihm vor, das Labor – und tatsächlich das ganze Land – in ein abenteuerliches Programm geführt zu haben, und zwar auf Grundlage von Berechnungen, deren eklatante Unvollständigkeit ihm bewusst gewesen sein musste.“

Während des Manhattan-Projekts sprach sich Teller auch für die Entwicklung einer Bombe auf Basis von Uranhydriden aus, obwohl viele seiner Forscherkollegen annahmen, dass diese nicht funktionieren würde. In Livermore setzte Teller seine Arbeit an dieser Hydridbombe fort, was aber lediglich in einem Blindgänger endete. Ulam schrieb einmal sarkastisch an einen Kollegen über eine Idee, die er Teller mitgeteilt hatte: „Edward ist voller Enthusiasmus über diese Möglichkeiten; vielleicht ist das ein Hinweis, dass sie nicht funktionieren werden.“ Fermi sagte einmal, er kenne außer Teller keinen anderen Monomanen mit verschiedenen Manien.

## Oppenheimer-Kontroverse

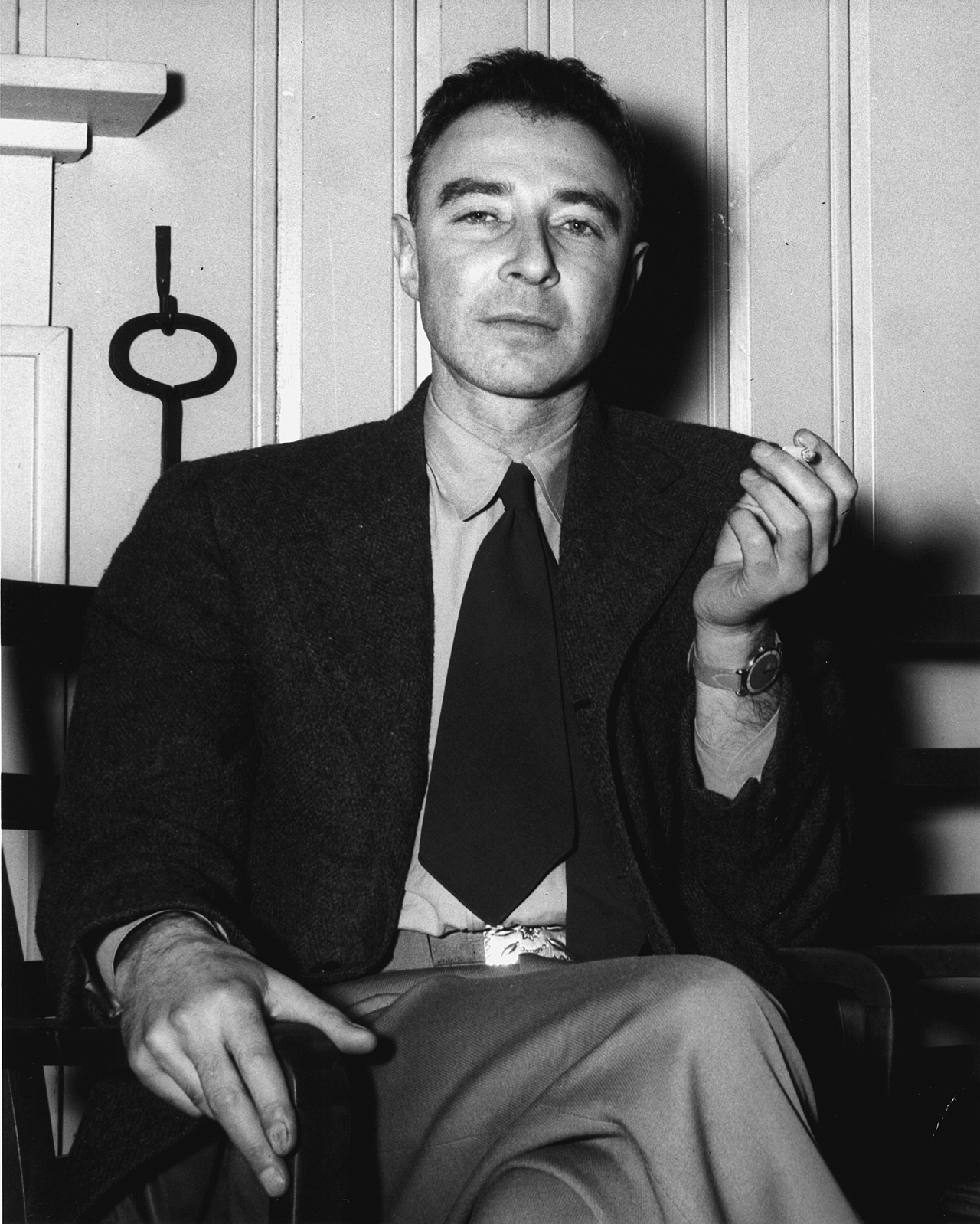
Robert Oppenheimer (1946)

1954 sagte Teller gegen Robert Oppenheimer, den früheren Direktor von Los Alamos und Mitglied der Atomic Energy Commission, bei Verhören zu Oppenheimers Sicherheitseinstufung aus. Oppenheimer hatte sich für Rüstungskontrolle ausgesprochen, weswegen das Komitee für unamerikanische Umtriebe und federführend Senator McCarthy ihn wegen Bedenken bezüglich der nationalen Sicherheit verhörte. Tellers Aussage führte zu einer weiteren Entfremdung zwischen ihm und seinen alten Kollegen in Los Alamos. Teller und Oppenheimer waren bereits in Los Alamos mehrere Male wegen Fragen der Erforschung der Kernspaltung und der Kernfusion aneinandergeraten. Bei den Verhören war er das einzige Mitglied der wissenschaftlichen Gemeinschaft, das Oppenheimer als „Sicherheitsrisiko“ betitelte.
Auf die Frage des Staatsanwalts Roger Robb, ob er andeute, dass „Dr. Oppenheimer illoyal den Vereinigten Staaten gegenüber“ sei, antwortete Teller:

“I do not want to suggest anything of the kind. I know Oppenheimer as an intellectually most alert and a very complicated person, and I think it would be presumptuous and wrong on my part if I would try in any way to analyze his motives. But I have always assumed, and I now assume that he is loyal to the United States. I believe this, and I shall believe it until I see very conclusive proof to the opposite.”

„Ich möchte nichts dergleichen andeuten. Ich kenne Oppenheimer als eine intellektuell höchst fähige und sehr komplizierte Person, und ich denke, es wäre meinerseits anmaßend und falsch, wenn ich in irgendeiner Weise seine Motive analysieren wollte. Aber ich habe immer angenommen und nehme auch jetzt an, dass er den Vereinigten Staaten loyal gegenübersteht. Ich glaube dies, und ich werde es weiter glauben, bis ich sehr schlüssige Beweise für das Gegenteil sehe.“

Auf die Frage, ob er glaube, dass Oppenheimer ein „Sicherheitsrisiko“ darstelle, antwortete er hingegen:

“In a great number of cases I have seen Dr. Oppenheimer act — I understood that Dr. Oppenheimer acted — in a way which for me was exceedingly hard to understand. I thoroughly disagreed with him in numerous issues and his actions frankly appeared to me confused and complicated. To this extent I feel that I would like to see the vital interests of this country in hands which I understand better, and therefore trust more. In this very limited sense I would like to express a feeling that I would feel personally more secure if public matters would rest in other hands.”

„In einer Vielzahl von Fällen sah ich Dr. Oppenheimer handeln – ich verstand es so, dass er handelte – in einer Art und Weise, die für mich zunehmend schwerer zu verstehen war. In vielen Dingen stimmte ich mit ihm absolut nicht überein und seine Handlungen erschienen mir offen gesagt konfus und kompliziert. Insofern denke ich, dass ich die grundlegendsten Interessen dieses Landes gerne in den Händen einer Person sehen würde, die ich besser verstehe und der ich deswegen mehr traue. In diesem eingeschränkten Sinne möchte ich das Gefühl ausdrücken, dass ich mich persönlich sicherer fühlte, wenn Angelegenheiten von öffentlichem Interesse in anderen Händen ruhten.“

Teller sagte außerdem aus, dass Oppenheimers Meinung über das thermonukleare Programm anscheinend mehr auf dem Gedanken der wissenschaftlichen Machbarkeit der Waffe beruhte als auf anderen Überlegungen. Weiterhin sagte er, Oppenheimers Führung von Los Alamos sei wissenschaftlich wie administrativ eine „sehr außergewöhnliche Leistung“ gewesen, und er lobte dessen „sehr schnellen Geist“ und dass er „einfach einen höchst wunderbaren und exzellenten Direktor“ abgegeben habe.
Trotzdem führte er daraufhin detailliert aus, auf welche Art und Weise er das Gefühl hatte, dass Oppenheimer seine (Tellers) Bestrebungen hin zu einem aktiven thermonuklearen Entwicklungsprogramm behindert habe. Ausführlich kritisierte er Oppenheimers Entscheidung, im Laufe seiner Karriere nicht mehr Aufwand in dieser Frage betrieben zu haben. Tellers wohl schärfste Verurteilung Oppenheimers war folgende Aussage:

“If it is a question of wisdom and judgment, as demonstrated by actions since 1945, then I would say one would be wiser not to grant clearance.”

„Wenn es darum geht, Oppenheimers Klugheit und Urteilsvermögen an seinen Handlungen seit 1945 zu messen, würde ich sagen, es wäre wohl klüger, keine Unbedenklichkeitserklärung auszustellen.“

Oppenheimer wurde daraufhin die erforderliche Sicherheitsbescheinigung für sensible militärische Forschung entzogen. Tellers Verhalten wurde von Wissenschaftler-Kollegen fast einhellig verurteilt, und fortan galt er vielen als Denunziant und skrupelloser Karrierist. Diese Entwicklung zeigt sich deutlich auch im Publikationsverzeichnis Tellers. Vor dem Jahr 1952 hatte er als Autor bei 84 wissenschaftlichen Publikationen mitgewirkt und nur bei sieben war er der alleinige Autor gewesen. Nach 1952 schrieb er 42 wissenschaftliche Veröffentlichungen alleine und 20 zusammen mit Koautoren. Viele Wissenschaftler mieden nun offensichtlich die enge Zusammenarbeit mit ihm. Infolgedessen begann Teller sich mit Militärs und Regierungsvertretern zu umgeben. Nach dem Vorfall bestritt Teller immer wieder, dass er Oppenheimer hatte schaden wollen, und behauptete sogar, dass er versucht habe, ihn zu entlasten. Jedoch deuten Beweisdokumente stark darauf hin, dass dies wahrscheinlich nicht der Fall war. Sechs Tage vor seiner Aussage traf sich Teller mit einem Verbindungsbeamten der Atomic Energy Commission und schlug vor, in seiner Aussage die „Vorwürfe zu vertiefen“.

## Nukleartechnologie und Israel
Zirka 20 Jahre lang beriet Teller Israel in kerntechnischen Angelegenheiten im Allgemeinen und vor allem im Bau von Wasserstoffbomben.
1952 hatten Teller und Robert Oppenheimer ein langes Treffen mit David Ben-Gurion in Tel Aviv und erklärten ihm, der beste Weg zum Akkumulieren von Plutonium sei die Verbrennung natürlichen Urans in einem Kernreaktor. Außerdem wurde Teller mit dem Harvey-Preis des Technions geehrt.

## Warnung der Ölindustrie vor dem Klimawandel
Teller war von 1958 bis 1960 Direktor und Gründungsmitglied (zusammen mit Ernest O. Lawrence) des Lawrence Livermore National Laboratory, danach stellvertretender Direktor, da er zusätzlich in Berkeley lehrte. 1959 warnte er auf einem Symposium des American Petroleum Institute vor den Folgen des menschengemachten Klimawandels und der Notwendigkeit einer Abkehr von fossilen Energieträgern.

## Politische Arbeit

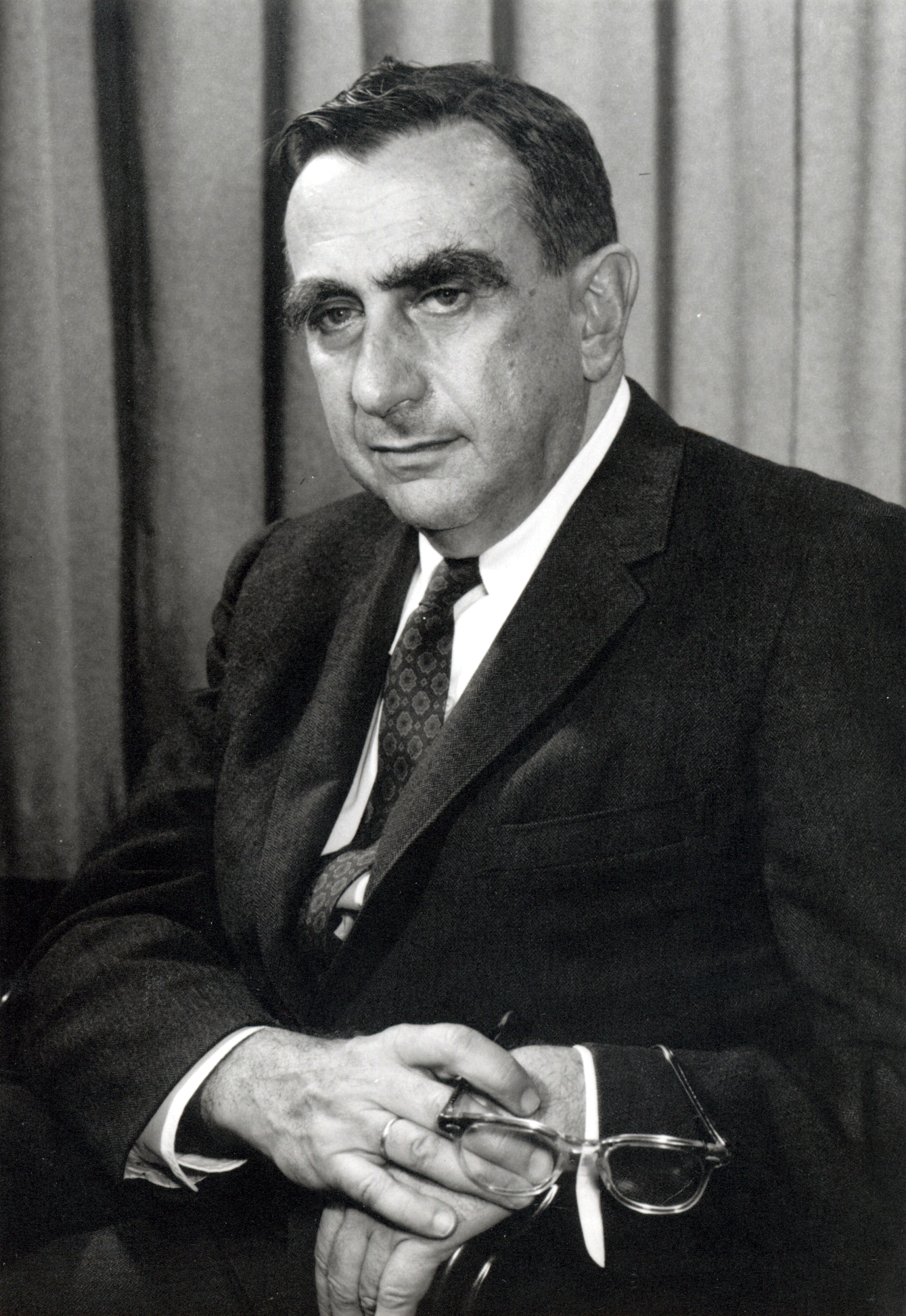
Edward Teller als Direktor des Lawrence Livermore National Laboratory (1958)

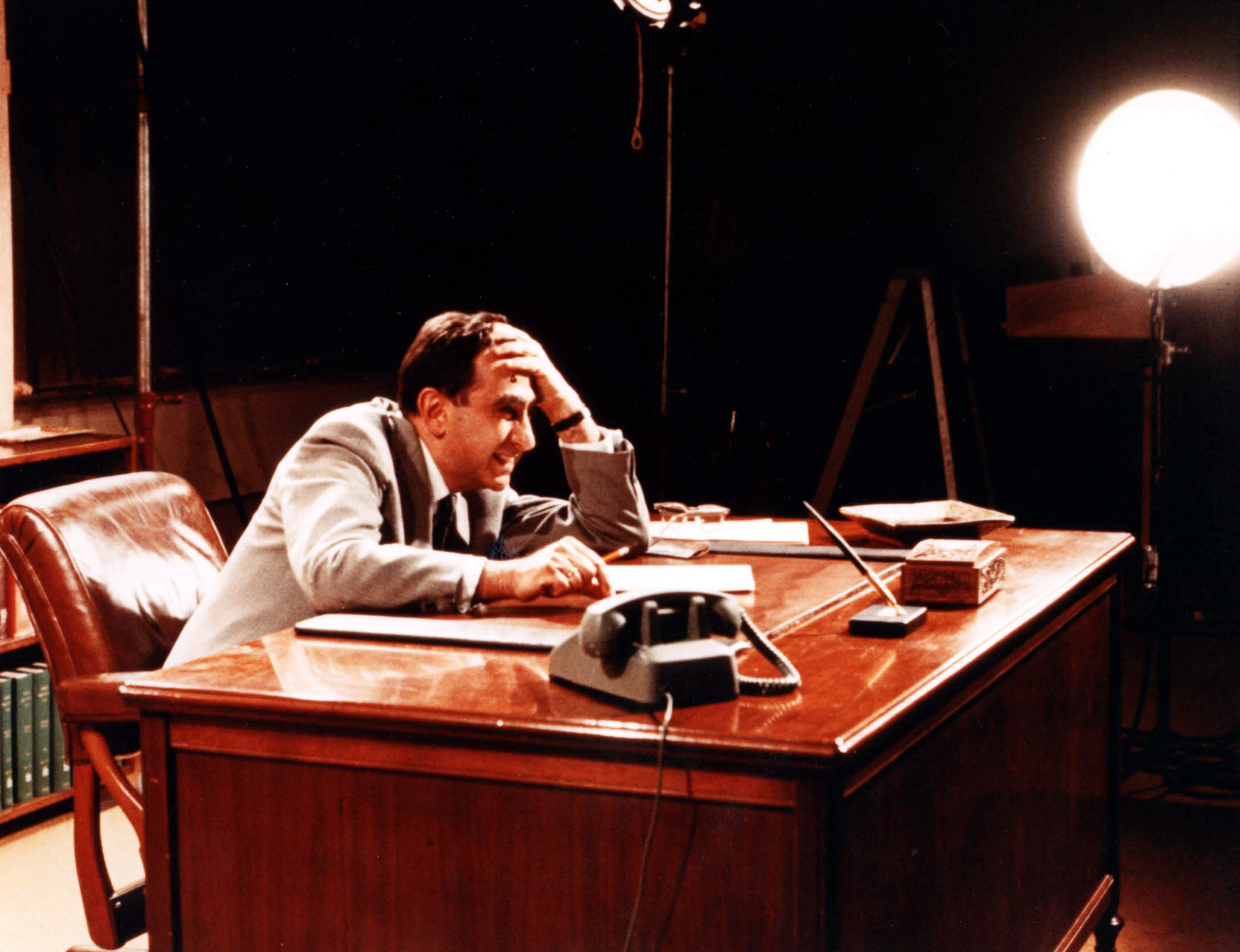
Während der 1960er-Jahre war Teller einer der entschiedensten Gegner eines teilweisen Testverbots von Nuklearwaffen. Zu diesem Zwecke sagte er vor dem US-Kongress aus und meldete sich im Fernsehen zu Wort.

Teller trat unermüdlich für die nukleare Bombe ein und sprach sich für weitere Forschungen und Atomwaffentests aus. In der Tat war seine Lobbyaktivität gegen die Gesetzesinitiative zum teilweisen Testverbot von Nuklearwaffen ein weiterer Grund, seine Stelle als Direktor des Lawrence Livermore National Laboratory aufzugeben. Er sprach sich sowohl vor dem US-Kongress als auch im US-Fernsehen gegen dieses Gesetz aus.
Nach der Oppenheimer-Kontroverse wurde Teller von einem Großteil der akademischen, wissenschaftlichen Gemeinschaft geächtet. Andererseits war er in militärwissenschaftlichen und konservativen Regierungszirkeln noch mehr als zuvor gern gesehen. Aufgrund seiner Befürwortung amerikanischer Vorherrschaft im wissenschaftlichen und technologischen Bereich wurde er geradezu zum Liebling konservativer Politiker.
Neben seiner traditionellen Fürsprache nuklearer Energiequellen, eines starken Arsenals an Nuklearwaffen und eines konsequenten Atomwaffentestprogramms beteiligte er sich an der Entwicklung von Sicherheitsstandards für Atomreaktoren und half bei dem Entwurf eines Reaktors, in dem die Kernschmelze hypothetisch unmöglich sein würde: dem sogenannten TRIGA-Reaktor des Herstellers General Atomics, welcher heute noch in diversen Forschungseinrichtungen zu finden ist.
1975 ging er in Pension und war danach emeritierter Direktor des Livermore Laboratory und darüber hinaus Senior Research Fellow am Hoover Institut.

## „Operation Plowshare“ und das „Projekt Chariot“

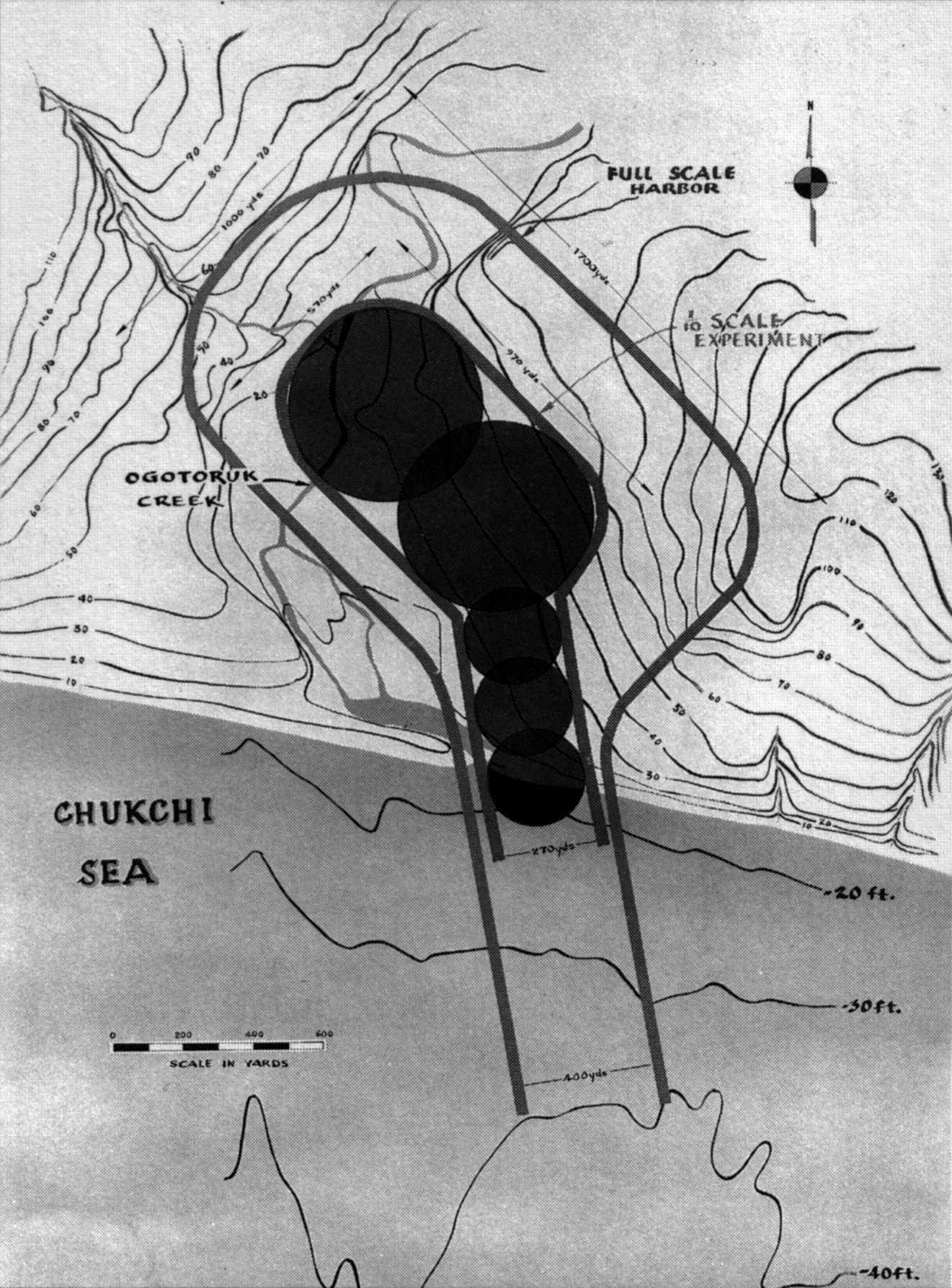
Eine der Projekt-Chariot-Blaupausen sah fünf thermonukleare Sprengungen zur Erschaffung eines künstlichen Hafens vor.

Teller war einer der stärksten und bekanntesten Befürworter der Erforschung ziviler Kernwaffenexplosionen, auch bekannt unter dem Namen des US-amerikanischen Projekts: Operation Plowshare (Operation Pflugschar). Eines der am kontroversesten diskutierten Projekte, das er vorschlug, war die Nutzung einer Multi-Megatonnen-Wasserstoffbombe zur Erzeugung eines mehr als eine Meile langen und eine halbe Meile breiten Tiefwasserhafens zur Verschiffung der Rohstoffe der Kohle- und Ölfelder nahe Point Hope, Alaska. 1958 akzeptierte die amerikanische Atomic Energy Commission (AEC) Tellers Vorschlag. Das Vorhaben wurde Operation Chariot benannt. Während die AEC das Land an der geplanten Stelle in Alaska begutachtete und es der öffentlichen Nutzung entzog, trat Teller öffentlich für den wirtschaftlichen Nutzen des Plans ein, schaffte es aber nicht, lokale Regierungsvertreter von der Finanzierbarkeit des Projekts zu überzeugen.
Andere Wissenschaftler kritisierten das Projekt wegen seiner potentiellen Gefahr für die betroffene Tierwelt und die einheimischen Inupiat, die in der Nähe des in Frage kommenden Gebietes wohnten, und die bis 1960 von offizieller Seite nichts über den Plan erfuhren. Auch stellte sich heraus, dass der Hafen neun Monate im Jahr wegen der starken Eisbildung nicht befahrbar sein würde. Schließlich wurde das Projekt im Jahre 1962 wegen finanzieller Unsicherheit und gesundheitlicher Bedenken aufgrund der Radioaktivität verworfen.
In einem ähnlichen Experiment, das auch Tellers Fürsprache fand, sollte in den Athabasca-Ölsanden in Nord-Alberta, Kanada, durch Kernwaffenexplosion die Ölförderung ermöglicht werden. Der Plan wurde von der Regierung von Alberta befürwortet, aber von der kanadischen Regierung unter Premierminister John Diefenbaker verhindert. Zusätzlich zu seinen Bedenken gegenüber Nuklearwaffen in Kanada war Diefenbaker besorgt, dass ein solches Projekt die sowjetische Spionagetätigkeit auf kanadischem Boden erhöhen könnte.

## Three-Mile Island
1979 erlitt Teller einen Herzinfarkt, an dem er Jane Fonda die Schuld gab: Nach dem Reaktorunfall im Kernkraftwerk Three Mile Island hatte sich die Schauspielerin während der Vorstellung ihres neuesten Filmes stark gegen die Nutzung der Kernenergie eingesetzt. Der Film Das China-Syndrom, in dem es um einen Unfall in einem Kernkraftwerk geht, wurde zufälligerweise etwas mehr als eine Woche vor dem schweren Unfall auf Three-Mile Island veröffentlicht und behandelte somit ein aktuelles Problem. Als Antwort auf die Bemühungen Fondas warb Teller für die Nutzung der Kernenergie, die sich seiner Meinung nach durch Sicherheit und Zuverlässigkeit auszeichnete. Weiterhin verfasste er für das Wall Street Journal einen zweiseitigen Artikel mit dem Titel „Ich war das einzige Opfer von Three-Mile Island“ (“I was the only victim of Three-Mile Island”), der in der Ausgabe vom 31. Juli 1979 erschien. Der erste Absatz des Artikels lautete:

“On May 7, a few weeks after the accident at Three-Mile Island, I was in Washington. I was there to refute some of that propaganda that Ralph Nader, Jane Fonda and their kind are spewing to the news media in their attempt to frighten people away from nuclear power. I am 71 years old, and I was working 20 hours a day. The strain was too much. The next day, I suffered a heart attack. You might say that I was the only one whose health was affected by that reactor near Harrisburg. No, that would be wrong. It was not the reactor. It was Jane Fonda. Reactors are not dangerous.”

„Am 7. Mai, ein paar Wochen nach dem Reaktorunfall auf Three-Mile Island, war ich in Washington. Ich war dort, um die Propaganda zu widerlegen, die Leute wie Ralph Nader, Jane Fonda und ihresgleichen in den Medien verbreiten, um die Leute zu verängstigen und von der Kernenergie abzubringen. Ich bin 71 Jahre alt und ich habe 20 Stunden am Tag gearbeitet. Die Belastung war zu viel. Am nächsten Tag erlitt ich einen Herzinfarkt. Man könnte sagen, dass ich die einzige Person bin, deren Gesundheit durch den Reaktorunfall nahe Harrisburg beeinträchtigt wurde. Aber das wäre falsch. Es war nicht der Reaktor, sondern Jane Fonda. Kernreaktoren sind nicht gefährlich.“

Am nächsten Tag kritisierte die New York Times in ihrem Leitartikel den Beitrag Tellers und merkte an, dass dieser von Dresser Industries bezahlt wurde. Dresser Industries hatte eines der defekten Ventile hergestellt, die zu dem Unfall auf Three-Mile Island führten.

## Strategic Defense Initiative

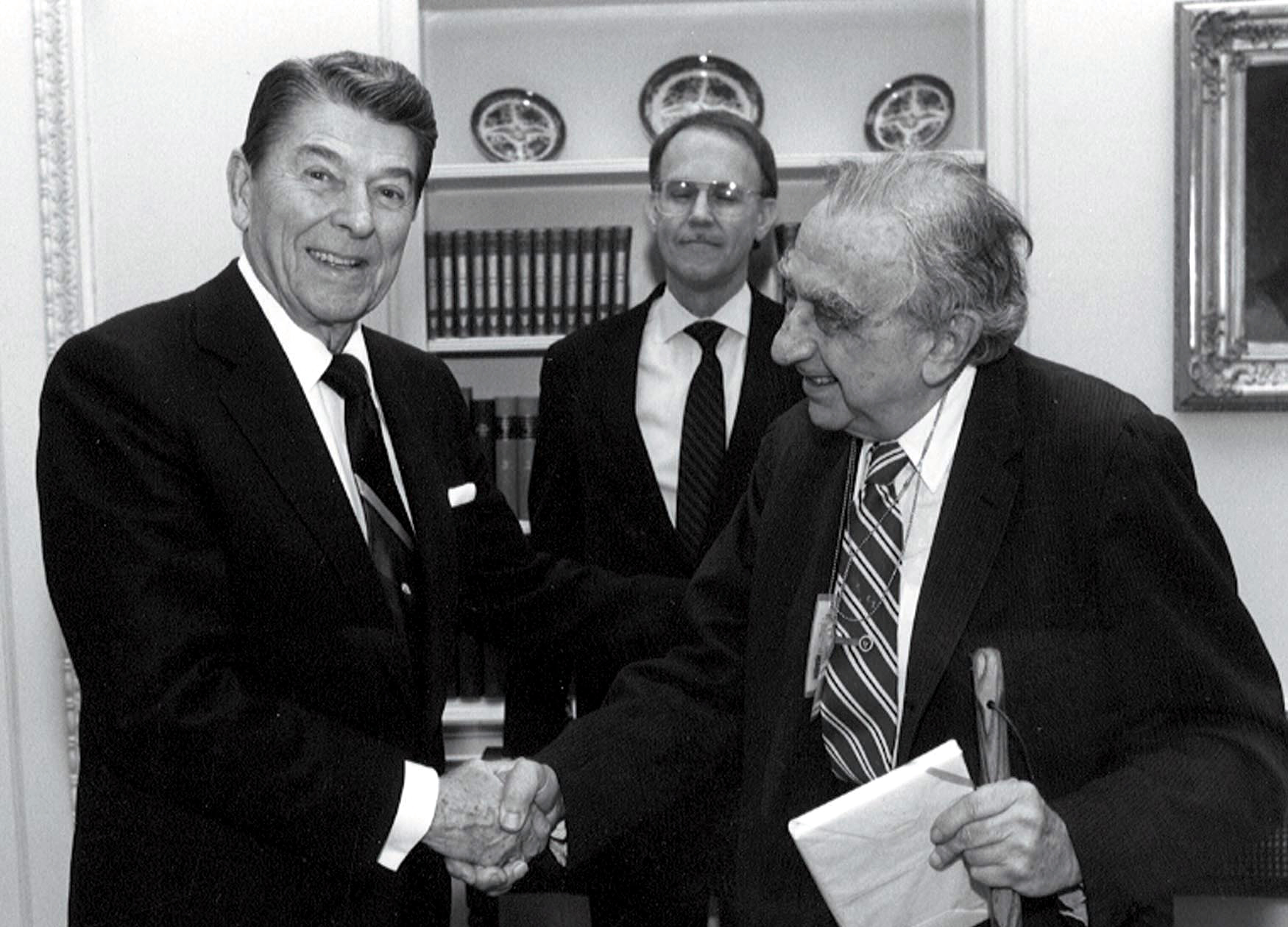
1983 erhielt Teller durch Präsident Ronald Reagan die National Medal of Science. Teller war in den 1980er Jahren einer der stärksten Befürworter des SDI-Programms der US-Regierung (auch „Star Wars“ genannt).

In den 1980er Jahren begann Teller eine Kampagne für die später so genannte Strategic Defense Initiative (SDI), die teils auch „Star Wars“ genannt wurde. Das Konzept sah vor, Laser- und Satellitentechnik zur Abwehr sowjetischer Interkontinentalraketen einzusetzen. Teller versuchte, Regierungsbehörden von seinem Plan zur Entwicklung eines ausgefeilten Satellitensystems, das zum Abschuss feindlicher Interkontinentalraketen Röntgenstrahlen nutzen sollte, zu überzeugen, und gewann die Unterstützung des US-Präsidenten Ronald Reagan. Allerdings wurde die Angelegenheit später zu einem Skandal, als sich herausstellte, dass das Vorhaben technisch nicht durchführbar war. Die technischen Schwierigkeiten hatten Teller und sein Partner Lowell Wood vorsätzlich heruntergespielt und möglicherweise die Entlassung des Labordirektors Roy Woodruff unterstützt, der dies genauer untersuchen und korrigieren wollte. Aus dieser Affäre entwickelte sich ein Witz, der in der wissenschaftlichen Gemeinschaft zirkulierte: die Maßeinheit für unbegründeten Optimismus sei das „Teller“, ein Teller sei dabei so groß, dass die meisten Beobachtungen in Nano- oder Pikoteller gemessen werden müssen.
Mehrere Wissenschaftler wiesen auf die Sinnlosigkeit des Vorhabens hin. Hans Bethe und der IBM-Physiker Richard Garwin analysierten das System in einem Scientific-American-Artikel und kamen zu dem Schluss, dass jeder vermeintliche Feind das Abwehrsystem leicht durch passende Köder überlisten könne. Manfred von Ardenne wird die Aussage zugeschrieben, das SDI-System ließe sich mittels einiger Säcke Streusand in den entsprechenden Umlaufbahnen lahmlegen.
Das Projekt wurde mehrfach eingeschränkt und letztendlich nicht realisiert. Allerdings wurde Teller später durch die Regierung Bush bestärkt, die das Raketenabwehrprogramm Anfang des 21. Jahrhunderts neu belebte; Kritiker benannten es in Anspielung auf den Spitznamen von SDI als „Sohn von Star Wars“.

## Haltung zu den Atombombenabwürfen auf Japan
Trotz (oder möglicherweise wegen) seiner Reputation als Hardliner betonte Teller mehrmals öffentlich, dass er den Abwurf der Atombomben auf Hiroshima und Nagasaki im Zweiten Weltkrieg bereue. Er behauptete, vor der Bombardierung Hiroshimas hätte er bei Oppenheimer dafür geworben, die neue Waffe vor ihrem ersten Einsatz dem japanischen Oberkommando und dem japanischen Volk zu demonstrieren, ehe in einem „scharfen Einsatz“ tausende Menschen dadurch sterben müssten. In Diskussionen nutzte „der Vater der Wasserstoffbombe“ diesen quasi anti-nuklearen Standpunkt, indem er argumentierte, dass Nuklearwaffen sehr bedauerlich seien, aber das Wettrüsten wegen der „unfügsamen Natur des Kommunismus“ unausweichlich sei. Mit diesem Argument warb Teller auch für Projekte wie SDI, die seiner Ansicht nach notwendig seien, um sicherzustellen, dass Nuklearwaffen niemals wieder eingesetzt würden („Besser ein Schild als ein Schwert“ war der Titel eines seiner Bücher zu dem Thema).
Allerdings gibt es Hinweise, die das Gegenteil nahelegen. Teller hatte weder die Petition seines ungarischen Physiker-Kollegen Leó Szilárd gegen den Einsatz der Bombe gegen Japan, noch die entsprechende Empfehlung der Kommission unter der Führung von Oppenheimer unterschrieben. In den 1970er Jahren tauchte ein alter Brief von Teller an Szilárd auf, der auf den 2. Juli 1945 datiert war:

“Our only hope is in getting the facts of our results before the people. This might help convince everybody the next war would be fatal. For this purpose, actual combat-use might even be the best thing.”

„Unsere einzige Hoffnung besteht darin, die Ergebnisse unserer Arbeit den Leuten begreiflich zu machen. Dies würde helfen, jeden davon zu überzeugen, dass der nächste Krieg verheerend wäre. Für diesen Zweck könnte der tatsächliche Kampfeinsatz sogar die beste Option sein.“

Professor Barton Bernstein von der Universität Stanford hält daher die Behauptung Tellers, dass er sich gegen den Kriegseinsatz der Atombombe gegen Japan ausgesprochen habe, für unglaubwürdig.

## Späte Lebensjahre und Vermächtnis

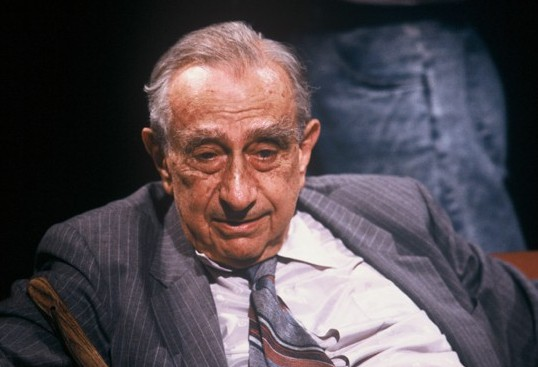
Edward Teller in der Fernsehdiskussion After Dark am 3. Juli 1987

### Wissenschaftliche Lebensleistung
In den Anfangsjahren seiner Karriere leistete Teller viele wichtige Beiträge in der Kern- und Molekularphysik (unter anderem Theorie des Wasserstoffmolekül-Ions), der Spektroskopie (Jahn-Teller- und Renner-Teller-Effekte) und der Oberflächenphysik. In der Kernphysik erweiterte er mit George Gamow Fermis Theorie des Betazerfalls (Gamow-Teller-Übergang) und formulierte gemeinsam mit Maurice Goldhaber die Theorie der Dipol-Riesenresonanz. Der Jahn-Teller-Effekt, benannt nach Teller und Hermann Arthur Jahn, und die Brunauer-Emmett-Teller (BET)-Theorie tragen seinen Namen. Teller leistete darüber hinaus Beiträge zur Thomas-Fermi-Theorie, dem Vorläufer der Dichtefunktionaltheorie, heutzutage eine Standardmethode zur Berechnung der Eigenschaften von Vielelektronensystemen, vor allem in Molekülen und Festkörpern. Er untersuchte in diesem Zusammenhang besonders das Verhalten von Materie unter extremen Bedingungen, etwa in der Astrophysik oder bei Kernwaffenexplosionen. 1953 verfasste Teller zusammen mit Nicholas Metropolis und Marshall Rosenbluth, seiner Ehefrau Augusta H. Teller und mit Arianna W. Rosenbluth einen Artikel, der als Anfangspunkt der Anwendung der Monte-Carlo-Simulation in der statistischen Mechanik gilt.

### Öffentliche Wahrnehmung
Tellers vehementes Eintreten für Nuklearwaffen – insbesondere da viele, die zu Kriegszeiten seine Forscherkollegen gewesen waren, später ihr Bedauern über das Wettrüsten ausdrückten – machte ihn zu einer beliebten Zielscheibe und zur Verkörperung des verrückten Wissenschaftlers. Sein ungarischer Akzent und seine dichten dunklen Augenbrauen taten dabei ihren Teil. Im Jahre 1991 wurde er als einer der ersten Preisträger mit dem satirisch gemeinten Ig-Nobelpreis „ausgezeichnet“, für „lebenslange Bemühungen, die Bedeutung des Begriffs Frieden, wie wir ihn verstehen, zu verändern“ (lifelong efforts to change the meaning of peace as we know it).
Es wurde spekuliert, dass Teller eine der Inspirationen für die exzentrische, bizarre Figur des Wissenschaftlers Dr. Strangelove in Stanley Kubricks gleichnamiger Satire aus dem Jahre 1964 war (andere Inspirationen sollen John von Neumann und RAND-Theoretiker Herman Kahn, Raketenforscher Wernher von Braun und der ehemalige Verteidigungsminister der USA Robert McNamara gewesen sein). In einem Scientific-American-Interview im Jahr 1999 antwortete Teller auf die Frage nach dieser Figur erzürnt:

“My name is not Strangelove. I don’t know about Strangelove. I’m not interested in Strangelove. What else can I say? … Look. Say it three times more, and I throw you out of this office.”

„Mein Name ist nicht Strangelove. Ich weiß nichts über Strangelove. Ich interessiere mich nicht für Strangelove. Was kann ich sonst noch sagen? … Schauen Sie, wenn Sie das noch dreimal sagen, werfe ich Sie aus dem Büro.
 “

### Kritische Stimmen und kontroverse Auftritte
Der Physiker und Nobelpreisträger Isidor I. Rabi erklärte einmal:

„Ohne Teller wäre es eine bessere Welt gewesen.“

Während einer Sendung der österreichischen Fernseh-Diskussionsrunde Club 2 mit dem Titel Strahlende Zukunft Anfang der 1980er Jahre referierte Teller – der als Vater der Wasserstoffbombe geladen war – so technokratisch über die verheerende Wirkung der damals vieldiskutierten Neutronenbombe auf Menschen, dass die Schweizer Politikerin Ursula Koch während der Live-Diskussion zu weinen begann. Der Spiegel bezeichnete Tellers Auftreten später als das eines „düsteren Jahve“. Nach späteren Angaben eines der Redakteure war Koch extra eingeladen worden, weil sie als im Angesicht von Tellers Ausführungen „stabil“ eingeschätzt worden war, auch „wenn Schreckliches käme“.
Im Jahr 1991 wurde ihm „für seinen lebenslangen Einsatz, die Bedeutung des Wortes „Frieden“ zu verändern“ der erste Friedens-Ig-Nobel-Preis verliehen.

### Rückbesinnung auf ungarische Wurzeln
Auch wenn Teller Ungarn Jahrzehnte vorher verlassen hatte, vergaß er weder seine Herkunft noch seine Muttersprache. Nach dem Zusammenbruch des Kommunismus in Ungarn im Jahre 1989 besuchte er sein Heimatland mehrmals und verfolgte die politische Entwicklung sehr genau. Während des Wahlkampfes 2002 in Ungarn sandte Teller einen Brief an die nationalkonservative politische Partei Fidesz, um sie seiner Unterstützung zu versichern.

## Ehrungen

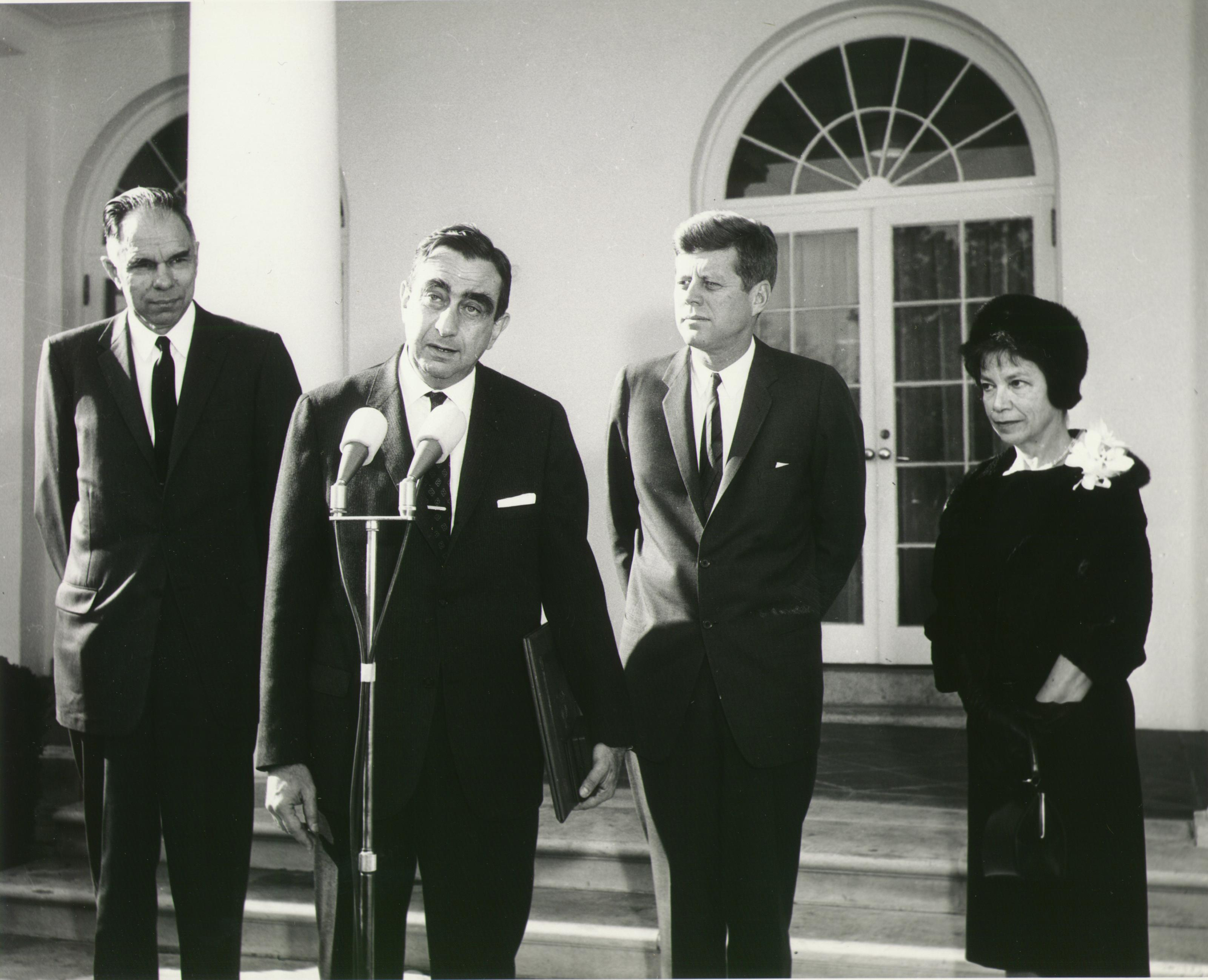
Fermi Award für E. Teller 1962. Glenn T. Seaborg, E.Teller, Präsident John F. Kennedy, Augusta H. Teller

Teller war Fellow der American Association for the Advancement of Science, Mitglied der National Academy of Sciences (1948), Mitglied der American Academy of Arts and Sciences (1954) und der American Nuclear Society. Er wurde mit dem Albert Einstein Award, dem Enrico-Fermi-Preis und der National Medal of Science geehrt. Er war außerdem Mitglied der Gruppe von US-Forschern, die vom Time Magazine zur Person of the Year 1960 gewählt wurde. 1992 wurde anlässlich seines 84. Geburtstags der Asteroid (5006) Teller nach ihm benannt. Weniger als zwei Monate vor seinem Tod wurde er von Präsident George W. Bush mit der Presidential Medal of Freedom ausgezeichnet.
2008 gab Ungarn eine 5000-Forint-Silbergedenkmünze zum 100. Jahrestag seiner Geburt heraus.
Ihm zu Ehren wird der Edward Teller Award vergeben.

## Interviews
- ZDF Klassiker - Zur Person - Günter Gaus interviewt : Edward Teller Vater der Wasserstoffbombe, 11. Dezember 1963, ZDFmediathek Transkription
- In dieser Hinsicht keine Gewissenslast (11. Dezember 1963), Günter Gaus im Interview mit Edward Teller. In: Gaus, Günter Was bleibt, sind Fragen. Die klassischen Interviews. Berlin: Das Neue Berlin, 2000.
- Lauter, bitte! (André Behr und Lars Reichardt: SZ-Magazin im Juli 2000)
- "Heisenberg hat die Atombombe sabotiert." In: Michael Schaaf: Heisenberg, Hitler und die Bombe. Gespräche mit Zeitzeugen. Gütersloh 2018, ISBN 978-3-86225-115-5.

## Publikationen
- Francis Owen Rice, Edward Teller, Kenneth W. Hedberg: The Structure of Matter. John Wiley and Sons, New York 1949.
- Ausblick in das Kernzeitalter. Fischer, Frankfurt/M. 1959.
- Better a Shield Than a Sword. Perspectives on Defense and Technology. Free Press, New York 1987, ISBN 0-02-932461-0.
- Die dunklen Geheimnisse der Physik. Piper, München 1993, ISBN 3-492-03299-0.
- Energie für ein neues Jahrtausend. Eine Geschichte über die Energie von ihren Anfängen vor 15 Milliarden Jahren bis zu ihrem heutigen Zustand der Adoleszenz. Ullstein, Berlin 1981, ISBN 3-550-07693-2.
- Memoirs. A 20th. century journey in science and politics. Perseus Press, Oxford 2002, ISBN 0-7382-0778-0.
- The Pursuit of Simplicity. Pepperdine University Press, Malibu, Calif. 1981, ISBN 0-932612-11-3.
- Die Situation der modernen Physik. Westdeutscher Verlag, Köln 1965.
- Das Vermächtnis von Hiroshima. Econ Verlag, Düsseldorf 1963.

## Dokumentarfilme
- Thomas Ammann: Der Kampf um die Freiheit: Sechs Freunde und ihre Mission – Von Budapest nach Manhattan, MDR-Dokumentation, 2013